# Kalay
Kalay (Kalaymyo) – miasto w zachodniej Mjanmie, w prowincji Sikong, nad rzeką Myittha Kyaung. W spisie ludności z 29 marca 2014 roku liczyło 207 489 mieszkańców.